# Casa Nouviles
La Casa Nouviles és un edifici del municipi de Figueres (Alt Empordà) protegit com a bé cultural d'interès local.

## Descripció
Edifici situat al centre històric de la ciutat. És un edifici entre mitgeres de planta baixa, pis i golfes, ordenats en tres cossos separats per pilastres adossades. A la planta baixa el cos central presenta portal en arc de mig punt amb una finestra a cada costat, una distribució igual es repeteix als dos cossos laterals. Al pis principal el cos central està definit per una balconada correguda amb tres sortides emmarcades per pilastres adossades d'ordre no definit amb fulles d'acant, que suporten unes llindes ornamentals. En els cossos laterals hi ha dos finestrals a cada costat emmarcats per motllures verticals, arquitrau i frontó amb volutes i un element floral central. Les golfes presenten finestrons a tota la façana. Corona la façana cornisa, balustrada i terrassa de cobriment.

## Història
Els actuals propietaris, (Nouviles) són originaris de Castelló d'Empúries.